# Наслег
Наслег (якут. нэһилиэк) — якутське селище, частина якутської волості (улусу) в Російській імперії чи району Якутської АРСР у СРСР. У даний час — нижча адміністративна одиниця Якутії, що відповідає сільраді чи сільському поселенню.
В Російській імперії наслег — сільське суспільство, в якому числився один або кілька якутських родів. Кожна якутська волость (по-місцевому — улус) поділялася на наслеги, керовані виборними старостами. Роди, що значилися в межах наслегів, управлялися старшинами. У кожному наслезі були наслежні писар, десятник, капрал або складальник податей і розсильний (скороход). На наслежних зібраннях або зборах всі дорослі жителі наслега мали голос.
З 1790 по 1800 роки одночасно використовувалися назви волость і наслег, з 1840 року в архівних документах згадується тільки «наслег». У радянський час наслеги називалися також сільрадами, назви були рівнозначними і часто вживалися разом або нарізно, наприклад «Томторська сільрада (наслег)». Зараз села Якутії, в основному є муніципальними утвореннями улусного (районного) підпорядкування, використовують у своїх назвах цей термін.
На 1 червня 2009 року, за даними Офіційного інформаційного порталу Республіки Саха (Якутія), нараховувалося 364 наслега.